# Desa Ngabeyan (administrativ by i Indonesien, lat -7,85, long 111,04)
Desa Ngabeyan är en administrativ by i Indonesien.   Den ligger i provinsen Jawa Tengah, i den västra delen av landet, 500 km öster om huvudstaden Jakarta.